# Slepcovití
Slepcovití (Spalacidae) je čeleď hlodavců z podřádu Anomaluromorpha. Zahrnuje 6 rodů s 36 druhy žijícími ve východní Evropě, v severní a východní Africe, na Blízkém východě a ve střední a jihovýchodní Asii.
Jde o středně velké hlodavce, z nichž někteří nemají žádné viditelné oči. Žijí většinu času pod zemí, kde si hloubí nory se složitými systémy tunelů. Zde také hledají svou potravu – hlízy, kořínky a jiné podzemní části rostlin.

## Taxonomie
Prestižní databáze savců Mammal Species of the World rozděluje slepcovité do čtyř podčeledí:
- podčeleď Spalacinae – slepci
  - rod Spalax – 13 druhů žijících ve východní Evropě, na Blízkém východě a v severní Africe,
- podčeleď Myospalacinae – cokoři
  - rod Eospalax – 3 druhy obývající Asii od Kazachstánu přes Mongolsko až po ruskou jihovýchodní Sibiř a přilehlé oblasti severovýchodní Číny (Mandžusko),
  - rod Myospalax – 3 druhy vyskytující se ve střední Číně,
- podčeleď Rhizomyinae – hlodouni
  - rod Cannomys – 1 druh žijící v jihovýchodní Asii od Nepálu po severní Vietnam,
  - rod Rhizomys – 3 druhy vyskytující se od jižní Číny přes Indočínu až po ostrov Sumatra,
- podčeleď Tachyoryctinae – hlodouni
  - rod Tachyoryctes – 13 druhů obývající východ Afriky od Etiopie po severní Tanzanii.

### Historie
Zařazení příslušníků této skupiny bylo dlouho nejasné a ani současná klasifikace nemusí být stabilní.
Dříve byly do této čeledi zařazováni pouze slepci rodů Spalax a Nannospalax. Ti byli později seskupeni jen do rodu Spalax řazeného do myšovitých hlodavců (čeleď Muridae).
Nyní tvoří příslušníci rodu Spalax podčeleď Spalacinae. K ní byly přiřazeny podčeledi Myospalacinae, Rhizomyinae a Tachyoryctinae dříve řazené do myšovitých hlodavců (Muridae) a byla tak nově definována čeleď Spalacidae. Tím vlastně došlo k návratu k stavu, který už v roce 1899 navrhl švédský zoolog Tullberg.